# Twin Falls (vízesés)
A Twin Falls (magyarul: Iker-vízesés) egy kettős vízesés  Ausztrália északi részén, az Északi területen fekvő Kakadu Nemzeti Parkban található, amely a világörökség részét képezi. A nemzeti park keleti határának közelében található a vízesés Jabirutól 80 kilométernyire délre. A helyiek Gungkurdul néven is emlegetik a Twin Fallst. A vízesés csak négykerék-meghajtású terepjárókkal közelíthető meg a Kakadu Highwayen keresztül, a Jim Jim Fallstól nem messze található. 
A Twin Falls az Arnhem-föld fennsíkjának széléről zúdul alá.
A parknak ezen a részén egy ranger (parkőr) által vezetett hajótúra segítségével is el lehet jutni a vízeséshez. A vízesés közelében parkoló, illemhely, illetve árnyékos pihenő található.

## Fordítás
- Ez a szócikk részben vagy egészben  a   Twin Falls (Australia) című angol Wikipédia-szócikk ezen változatának fordításán alapul.  Az eredeti cikk szerkesztőit annak laptörténete sorolja fel. Ez a jelzés csupán a megfogalmazás eredetét és a szerzői jogokat jelzi, nem szolgál a cikkben szereplő információk forrásmegjelöléseként.